# Manipur
Manipur (manipuri: মণিপুর) je indijska savezna država na sjeveroistoku zemlje. Manipur graniči s indijskim saveznim državama Nagaland na sjeveru, Mizoram na jugu i Assam na zapadu. Na istoku graniči s Mjanmarom. Država ima 2,388.634 stanovnika i prostire se na 22.347 km2. Glavni grad države je Imphal.